# Star Trek: The Next Generation – Birth of the Federation
Das Computerspiel Star Trek: The Next Generation – Birth of the Federation (kurz BOTF) ist ein rundenbasiertes Globalstrategiespiel basierend auf der Star-Trek-Serie Raumschiff Enterprise – Das nächste Jahrhundert (englisch Star Trek The Next Generation). Es wurde von MicroProse entwickelt und erschien im Jahr 1999 für Windows.

## Entwicklung
In kurzer zeitlicher Abfolge erschienen unmittelbar nach Veröffentlichung zwei Patches, die das Spiel auf Version 1.02 brachten.

## Spielprinzip
Das Spiel lässt sich sowohl im Mehrspielermodus über die MSN Gaming Zone als auch gegen den Computer spielen, wobei der allgemeine Schwierigkeitsgrad, welcher größtenteils über Cheats zugunsten des KI-Gegners geregelt ist, über die Spieloptionen zu Beginn eines jeden Spieles einstellbar ist.

## Imperien
In Birth of the Federation können fünf große Imperien befehligt werden: die Föderation, die Klingonen, die Romulaner, die Cardassianer und die Ferengi.
Föderation
Die Föderation besteht zum Großteil aus Menschen und ist im Sol-System beheimatet. Sie zeichnet sich sowohl durch besondere diplomatische Fähigkeiten als auch durch ausgeprägte Forschung aus. Die Föderations-Schiffe haben wesentlich stärkere Schilde als die der anderen Rassen.
Klingonen
Die Klingonen sind ein kriegerisches Volk, welches im Qo’noS-System (gesprochen: Chronos) beheimatet ist. Sie haben sehr gute kriegerische und taktische Fähigkeiten, was sich auch auf die Waffensysteme der Schiffe auswirkt. Entgegen dem Kanon lässt sich nur eine Minderheit der klingonischen Schiffe tarnen.
Romulaner
Die Romulaner stammen aus dem Romulus-System. Die Besonderheiten der Romulaner sind ihr exzellenter Geheimdienst sowie ihre Schiffstarnung. Erst ab Technologie-Stufe 4 in allen Bereichen sind die Romulaner allerdings ein ernstzunehmender Gegner, da ab diesem Zeitpunkt diverse hochwertige Spezialgebäude wie die Phoenixeinrichtung und die Astrophysik-Akademie zur Verfügung stehen.
Cardassianer
Die Cardassianer sind im Cardassia-System beheimatet und besitzen relativ schwache Schiffe, die aber aufgrund ihrer überlegenen Hüllenstärke und Strahlenwaffen nicht zu unterschätzen sind. Außerdem haben sie einen hervorragenden Geheimdienst und eine relativ loyale Bevölkerung, die sich auch in eroberten Gebieten leicht durch das sogenannte Umerziehungszentrum, ein Spezialgebäude der Cardassianer, moraltechnisch unter Kontrolle halten lässt.
Ferengi
Die Ferengi sind ein Händler-Volk, das nur am finanziellen Profit interessiert ist. Dies macht sich auch an den hohen Crediteinnahmen bemerkbar. Ein weises Sprichwort sagt: „Mache niemals Geschäfte mit einem Ferengi“, und dies spiegelt sich auch im Spiel dadurch wider, dass die Ferengi von Nichtangriffs- oder Freundschaftsverträgen am meisten profitieren, da sie die höchsten Einnahmen aus Handelsrouten generieren. Zwar besitzen sie mit die schwächsten Schiffe, was Schilde, Hülle und Strahlenwaffen betrifft, nicht jedoch die Torpedos, aber sie können sich durch hohe Außenhandelseinnahmen sehr viele dieser schwachen Schiffe kaufen und auch vergleichsweise riesige Flotten unterhalten, was andere Rassen nicht so einfach können.
Kleine Rassen
Zu den großen fünf Imperien gibt es auch kleine Rassen. Diese können durch Credits (Währung) in ihrer Einstellung positiv beeinflusst werden. Sie schließen sich dann diesem Imperium (meist) an. Die KI versucht das natürlich auch. Selbst wenn eine Rasse einem Imperium beigetreten ist, kann man diese kleine Rasse bestechen. Alternativ kann man auch militärisch vorgehen. In den Start-Einstellungen sind kleine Rassen auswählbar.

## Rezeption
Thomas Werner von PC Player lobte die Bedienung, die den Einstieg in das komplexe Spiel beschleunige. Die Präsentation sei schlicht. Dennoch könne das Spiel fesseln. Es lebe von der Star-Trek-Lizenz. Durch die Zufallskarten ergebe sich ein hoher Wiederspielwert. Sein Kollege Roland Austinat gab an, dass das Spiel ohne Zwischenziele schnell eintönig werde. Mängel sah er bei der Übersichtskarte. Die unterschiedliche Vertonung der Völker sei gelungen. Maik Wöhler von Power Play stufte es als unvollständigen Klon von Master of Orion ein. Mit größeren Imperien werde der Spielfluss zäh und sehr Micromanagement lastig. Christian Sauerteig von PC Action kritisierte die veraltete Grafik und empfand das Menüsystem als unabsichtlich. Sein Kollege Alexander Geltenpoth bemängelte, dass dem Spieler sehr viele Verwaltungsaufgaben zugemutet werden, während die Strategie zu kurz komme.